# Rezerwat przyrody Zejmarská roklina
Rezerwat przyrody Zejmarská roklina (słow. Národná prírodná rezervácia Zejmarská roklina) – rezerwat przyrody w północnej części grupy górskiej Słowacki Raj na Słowacji. Leży w całości w wąwozie Zejmarská roklina w granicach Parku Narodowego Słowacki Raj. Jego tereny położone są w granicach administracyjnych powiatów Nowa Wieś Spiska i Rożniawa. Utworzony został z dniem 1 czerwca 1980 r. na powierzchni 72,65 ha w celu ochrony południowo-wschodnich stoków płaskowyżu Geravy z występującymi tam bogatymi zjawiskami krasowymi (skalne ściany, skalne stopnie, wodospady i wywierzyska). W obrębie rezerwatu dobrze zachowane zostały zespoły leśne i rzadkie gatunki roślin i zwierząt. Rezerwat posiada 5, najwyższy stopień ochrony.
Przez wąwóz wiedzie szlak turystyczny i ścieżka edukacyjna „Juh”. Szlak jest jednokierunkowy, wejście na szlak jest płatne i znajduje się w należącej do wsi Dedinky osadzie Biele Vody.

## Szlak turystyczny
Dedinky, Biele Vody –  Zejmarská roklina – Geravy. Czas przejścia: 1 h